# Last Warrior
Last Warrior – piąty studyjny album polskiej grupy heavymetalowej Turbo będący anglojęzyczną wersją longplaya Ostatni wojownik. Wydany w roku 1988. Nagrany w marcu w Harris Johns w Musiclab Studio w Berlinie. Ponownie wydany w 2001 przez wytwórnię Metal Mind Productions. Wersja z 2001 uzupełniona została o utwór „Planeta śmierci” nagrany podczas koncertu Metalmania w 1987 roku.

## Twórcy
- Grzegorz Kupczyk – wokal
- Wojciech Hoffmann – gitara
- Bogusz Rutkiewicz – gitara basowa
- Andrzej Łysów – gitara
- Tomasz Goehs – perkusja

## Lista utworów
1. „The Last Warrior” – 6:41
2. „Berud's Sword” – 7:09
3. „The Trojan Horse” – 6:57
4. „Seance With Vampire” – 6:29
5. „Tempest's Son” – 4:29
6. „Goddess of Confusion” – 5:34
7. „Angel From Hell” – 3:47